# Pekinška patka
A Pekinška patka (a szerb név jelentése: pekingi kacsa) punk-rockegyüttes a vajdasági Újvidékről, az 1970-es évek végéről és a 80-as évek elejéről.

## Története
1978 júliusában alakult, a jugoszláv punk és újhullámos színtér egyik kultikus együttese volt. Bár a brit punk ihlette őket, zenéjük nem hasonlítható az angolszász punkhoz. Mivel az első punkegyüttesek között voltak Jugoszláviában, főszerepet játszottak néhány későbbi együttes létrejöttében. 1981 májusában a zenekar feloszlott. 27 év elteltével újra felléptek az Exit fesztiválon 2008 nyarán.
Kevesen tudják, de a Pekinška patkának két magyar vonatkozása is van: a dobos (Laszlo Piher) is magyar volt, ugyanakkor a CPg együttes is a Pekinška patka hatására alakult, és több dalukat (A szerb, Pekingi kacsa) a Pekinška patka ihlette.

## Diszkográfia
- Biti ružan, pametan i mlad/Bela Šljiva SP 1979, SY-23575 (Jugoton, 1979)
- Bolje da nosim kratku kosu/Ori Ori SP 1980, SY-23683 (Jugoton, 1980)
- Plitka Poezija LP 1980, LSY-61526 (Jugoton, 1980)
- Bila je tako lijepa/Buba Rumba SP 1981, SY-23756 (Jugoton, 1981)
- Strah od monotonije LP 1981, LSY-63100 (Jugoton, 1981)

## Tagok

### 1978-1980
- Nebojša "Čonta" Čonkić (ének)
- Sreten "Srele" Kovačević (gitár, vokál)
- Laslo "Laci" Pihler (dobok, vokál)
- Borislav "Bora" Oslovčan (basszusgitár, vokál)
- Boško Prosenica (gitár)

### 1980-1981
- Nebojša "Čonta" Čonkić (vokál, szintetizátor)
- Zoran "Bale" Bulatović (gitár, billentyűsök, vokál)
- Marinko "Mare" Vukmanović (basszus, vokál)
- Laslo "Laci" Pihler (dob)